# Championnat de Roumanie de football 1964-1965
Navigation
Saison précédente Saison suivante
La saison 1964-1965 du Championnat de Roumanie de football est la 47e édition de la première division roumaine. Le championnat rassemble les 14 meilleures équipes du pays au sein d'une poule unique, où chaque club rencontre tous ses adversaires deux fois, à domicile et à l'extérieur.
C'est le club du Dinamo Bucarest, triple champion en titre, qui termine de nouveau en tête du championnat et qui remporte le 5e titre de champion de Roumanie de son histoire.

## Les 14 clubs participants
| - Dinamo Bucarest - Minerul Baia Mare - Promu de Divizia B - FC Petrolul Ploiești - Steaua Bucarest - FC Progresul Bucarest - Steagul Roșu Orașul Stalin - Farul Constanța | - UT Arad - Dinamo Pitești - Știința Cluj - FC Rapid Bucarest - Știința Craiova - Promu de Divizia B - CSMS Iași - Crișul Oradea |

## Compétition

### Classement
Le classement est établi en utilisant le barème suivant :
- Victoire : 2 points
- Match nul : 1 point
- Défaite, forfait ou abandon : 0 point

| Rang | Équipe                     | Pts | J  | G  | N | P  | Bp | Bc | Diff |
| ---- | -------------------------- | --- | -- | -- | - | -- | -- | -- | ---- |
| 1    | Dinamo Bucarest (T)        | 38  | 26 | 17 | 4 | 5  | 56 | 22 | +34  |
| 2    | FC Rapid Bucarest          | 37  | 26 | 15 | 7 | 4  | 34 | 17 | +17  |
| 3    | Steaua Bucarest            | 31  | 26 | 12 | 7 | 7  | 38 | 25 | +13  |
| 4    | Steagul Roșu Orasul Brașov | 28  | 26 | 12 | 4 | 10 | 32 | 30 | +2   |
| 5    | UT Arad                    | 26  | 26 | 9  | 8 | 9  | 32 | 43 | -11  |
| 6    | FC Petrolul Ploiești       | 25  | 26 | 10 | 5 | 11 | 32 | 25 | +7   |
| 7    | Știința Cluj (C)           | 24  | 26 | 9  | 6 | 11 | 40 | 38 | +2   |
| 8    | Dinamo Pitești             | 24  | 26 | 9  | 6 | 11 | 34 | 34 | 0    |
| 9    | Crișul Oradea              | 23  | 26 | 7  | 9 | 10 | 22 | 27 | -5   |
| 10   | CSMS Iași                  | 23  | 26 | 8  | 7 | 11 | 26 | 35 | -9   |
| 11   | Știința Craiova (P)        | 22  | 26 | 9  | 4 | 13 | 31 | 49 | -18  |
| 12   | Farul Constanța            | 22  | 26 | 8  | 6 | 12 | 21 | 36 | -15  |
| 13   | Minerul Baia Mare (P)      | 21  | 26 | 9  | 3 | 14 | 27 | 45 | -18  |
| 14   | Progresul Bucarest         | 20  | 26 | 6  | 8 | 12 | 23 | 31 | -8   |

|  | Qualifié pour la Coupe des clubs champions 1965-1966  |
|  | Qualifié pour la Coupe des Coupes 1965-1966           |
|  | Qualifié pour la Coupe des villes de foires 1965-1966 |
|  | Relégation en Divizia B                               |

## Bilan de la saison
| Tableau d'Honneur                   |                 |
| Compétition                         | Vainqueur       |
| Championnat de Roumanie de football | Dinamo Bucarest |
| Coupe de Roumanie de football       | Știința Cluj    |

| Qualifications européennes           |                            |
| Compétition                          | Qualifié                   |
| Coupe des clubs champions 1965-1966  | Dinamo Bucarest            |
| Coupe des Coupes 1965-1966           | Știința Cluj               |
| Coupe des villes de foires 1965-1966 | Steagul Roșu Orașul Brașov |

| Promotions et relégations |                                        |
| Promus en Divizia A       | Siderurgistul Galați Știința Timișoara |
| Relégués en Divizia B     | Minerul Baia Mare Progresul Bucarest   |